# Moulineaux
Moulineaux – miejscowość i gmina we Francji, w regionie Normandia, w departamencie Sekwana Nadmorska. Przez miejscowość przepływa Sekwana. 
Według danych na rok 1990 gminę zamieszkiwały 792 osoby, a gęstość zaludnienia wynosiła 228 osób/km² (wśród 1421 gmin Górnej Normandii Moulineaux plasuje się na 305. miejscu pod względem liczby ludności, natomiast pod względem powierzchni na miejscu 810.).